# Abid Raja

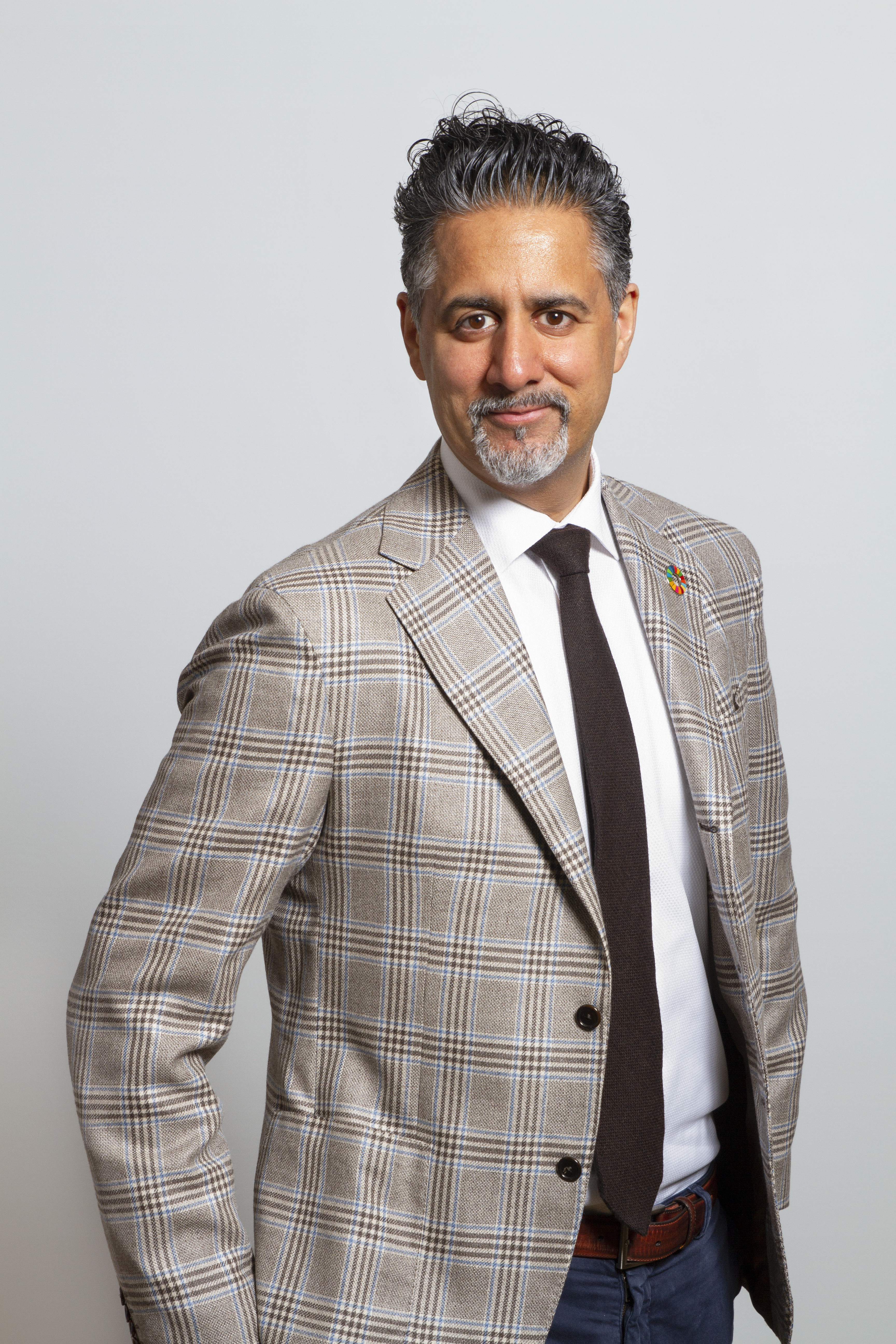
Abid Raja, 2020

Abid Qayyum Raja (* 5. November 1975 in Oslo) ist ein norwegischer Jurist, Autor und Politiker der sozialliberalen Partei Venstre. Von Januar 2020 bis Oktober 2021 war er der Kultur- und Gleichstellungsminister seines Landes. Seit 2013 ist er Abgeordneter im Storting, seit September 2020 ist er stellvertretender Vorsitzender der Venstre. Als Autor erhielt er im Jahr 2021 den Literaturpreis Bokhandlerprisen. 

## Leben

### Herkunft und Ausbildung
Raja ist der Sohn pakistanischer Einwanderer und wuchs in Oslo auf. Er sprach mehrfach darüber, dass er mit Analatresie zur Welt kam und dies eine enorme soziale Belastung für seine Familie und ihn dargestellt habe. Das Leben in der Familie war nach Aussagen Rajas von Gewalt geprägt. Er meldete seine Eltern deshalb beim norwegischen Jugendamt und wurde in der Folge in einem Heim untergebracht. Dort sei er nach seinen Aussagen vor allem von kriminellen Jugendlichen umgeben gewesen. Während seiner Zeit im Heim brach Raja die Schule ab. Nach einem halben Jahr kehrte er zu seinen Eltern zurück, die ihn nach Pakistan schickten. Als er von dort wieder zurückkehrte, setzte er seine Schulzeit in Norwegen fort.
Raja studierte von 1996 bis 2001 Rechtswissenschaft an der Universität Oslo. Während seiner Studienzeit engagierte er sich in der pakistanischen Studierendengemeinschaft Pakistansk studentsamfunn und war von 1997 bis 1999 deren stellvertretender Vorsitzender. In der Zeit von 1999 bis 2001 war er Sprecher der World Islamic Mission in Oslo, der größten norwegisch-pakistanischen Moschee. Zwischen 2003 und 2004 studierte Raja Psychologie im Masterstudiengang an der University of Oxford. Von 2000 bis 2012 arbeitete er in verschiedenen Positionen als Jurist. Anschließend begann er als Diplomat zu arbeiten. Als solcher war er zwischen 2012 und 2013 in der norwegischen Botschaft im indischen New Delhi tätig.

### Politische Karriere
Raja war von 2009 bis 2011 stellvertretender Vorsitzender der Venstre-Partei im Fylke Akershus. Zwischen 2009 und 2013 saß er zudem im Vorstand der Partei auf Landesebene. Dem Vorstand der pro-europäischen Organisation Europabevegelsen gehörte er von 2009 bis 2012 an.
Bei der Parlamentswahl 2013 zog Raja erstmals in das norwegische Nationalparlament Storting ein. Dort vertritt er den Wahlkreis Akershus und wurde zunächst Mitglied im Kontroll- und Verfassungsausschuss sowie im Ausschuss für Verkehr, Post und Telekommunikation. Im Ausschuss für Verkehr, Post und Telekommunikation fungierte er über die Legislaturperiode hinweg als zweiter stellvertretender Vorsitzender. Im Anschluss an die Wahl 2017 wechselte er in den Außen- und Verteidigungsausschuss. Am 7. Oktober 2017 wurde er zum fünften Vizepräsidenten des Parlaments gewählt. Seine Wiederwahl in dieser Position erfolgte im Oktober 2019 für den Zeitraum bis September 2020. Einige Politiker der Fremskrittspartiet (FrP) wollten seine Wiederwahl verhindern und es gaben 31 Storting-Abgeordnete keine Stimme für ihn ab, während der Rest der Parlaments-Präsidentschaft einstimmig gewählt wurde. Von Januar 2018 bis Januar 2020 war er zudem stellvertretender Fraktionsvorsitzender der Venstre und Mitglied im Finanzausschuss des Stortings.
Am 24. Januar 2020 wurde er zum Kultur- und Gleichstellungsminister der Regierung Solberg ernannt. Raja ersetzte dabei seine Parteikollegin Trine Skei Grande, die ein neues Ministeramt erhielt. Zu dem Kabinettsumbau kam es, nachdem die Partei Fremskrittspartiet (FrP) die Regierung verlassen hatte und die Venstre deshalb ein Ministeramt mehr zugesprochen bekam. Durch seine Mitgliedschaft in der Regierung musste er sein Parlamentsmandat ruhen lassen. Ingjerd Schou von der konservativen Partei Høyre übernahm in der Folge sein Amt als fünfter Stortingsvizepräsident. Am 5. März 2020 wurde er von der Parteiführung als zweiter stellvertretender Parteivorsitzender seiner Partei vorgeschlagen. Nachdem Parteichefin Grande im März ihren Rücktritt erklärt hatte, wurde er im August 2020 erneut als zweiter Stellvertreter mit Guri Melby als Vorsitzender vorgeschlagen. Am 26. September 2020 wurde er schließlich als Nachfolger von Terje Breivik in diese Position gewählt.
Seine Amtszeit als Kultur- und Gleichstellungsminister endete am 14. Oktober 2021 mit dem Abtritt der Regierung Solberg. Nachdem er als Mitglied der Regierung sein Mandat hatte ruhen lassen müssen, kehrte er im Oktober 2021 in das Storting zurück. Dort wurde er Mitglied im Bildungs- und Forschungsausschuss und im Fraktionsvorstand.

### Autor
Im August 2021 veröffentlichte er mit Min skyld. En historie om frigjøring eine Autobiografie. Das Buch erhielt zahlreiche positive Kritiken und Raja wurde im November 2021 dafür mit dem Literaturpreis Bokhandlerprisen ausgezeichnet. Es wurde das meistverkaufte Buch Norwegens im Jahr 2021. Im August 2024 kam sein Buch Vår ære og vår frykt – En personlig reise i det muslimske Europa beim Verlag Cappelen Damm heraus. Für das Buch reiste er zu Angehörigen seiner Großfamilie in verschiedene europäische Länder. Neben persönlichen Inhalten beschrieb er in diesem Werk auch die Situation von muslimischen Einwanderern in den verschiedenen Ländern.

## Privates
Raja ist mit der Psychologin Nadia Ansar verheiratet, die er in seiner Zeit an der Universität Oslo kennengelernt hat. Die Beziehung hielten sie zunächst lange geheim, da sie Angst hatten, von ihren Familien und der pakistanischen Gemeinschaft in Oslo gezwungen zu werden, sich wieder zu trennen. Gemeinsam haben sie drei Kinder.
Ende des Jahres 2021 wirkte er an der TV-Show Maskorama, der norwegischen Version The Masked Singer, mit.

## Politische Positionen

### Steuern und EU-Beitritt
Raja gehört parteiintern zu den Gegnern einer Vermögens- und Erbschaftssteuer. Er begründete den Wunsch nach einer niedrigeren Vermögenssteuer im April 2021 damit, dass die Steuer ausländischen Eigentümern einen Vorteil gäbe.
Raja gilt als Befürworter eines Beitritts Norwegens zur Europäischen Union (EU). Er erklärte unter anderem im Dezember 2018, nach dem EU-Austritt des Vereinigten Königreichs, dass die Partei Venstre sich für den Beitritt aussprechen solle. Bei einer Abstimmung über die zukünftige Haltung der Venstre-Partei zu dieser Frage im Jahr 2020 enthielt er sich zunächst, bei einem Parteitag im September 2020 plädierte er dafür, einen EU-Beitritt ins Parteiprogramm der Venstre aufzunehmen.

### Religion und aktive Sterbehilfe
Nach dem Anschlag auf Charlie Hebdo kritisierte er den Chef des Islamischen Rates in Norwegen, Mehtab Afsar, der sich seiner Meinung nach nicht deutlich genug von den Angriffen distanzierte. Auf Twitter veröffentlichte er die Nachricht „Der Prophet braucht keine feigen Muslime, um sich zu verteidigen.“ Raja warnte außerdem davor, dass so ein Angriff auch in Norwegen stattfinden könne und es dann keine gute Strategie wäre, als Verteidigung anzuführen, dass die Religionsgemeinschaft unterdrückt werde. Er sprach außerdem von einer muslimischen Kultur, in der die Kinder Hass auf Juden, Homosexuelle und Amerikaner mit der Muttermilch aufnähmen. Raja sprach sich außerdem für die Ausweisung vom Imamen aus, die nicht dem norwegischen Recht folgen. Im Jahr 2009 schlug er vor, dass der Staat Imame anstellen solle, die den „richtigen Islam“ an Schulen lehren. 2016 warnte er vor einem Verbot von Burkas oder Niqabs, da es nicht die Aufgabe des Staates sei, die Kleidung seiner Bürger zu regeln.
Raja sprach sich mehrfach gegen die Legalisierung aktiver Sterbehilfe aus und erklärte, dass der Staat nicht das Leben von Personen nehmen solle. Die Sterbehilfe stelle laut Raja einen Bruch mit der Unverletzlichkeit des Lebens dar.

### Kritik an der Fremskrittspartiet
Im September 2019 unterstellte er der Fremskrittspartiet (FrP) „braune Propaganda“. Die FrP hatte nämlich zuvor Wahlplakate mit einer Fotomontage eines Bootes im Sonnenuntergang veröffentlicht, auf der sie vor einer „schleichenden Islamisierung“ warnte. Dies führte daraufhin zu einem Regierungsstreit, da zu diesem Zeitpunkt sowohl die Fremskrittspartiet wie auch Rajas Partei an der Regierung Solberg beteiligt waren. Später sagte er in einem Facebook-Beitrag, dass es nicht seine Absicht gewesen sei, die FrP als Nazis zu bezeichnen, da er die Farbe braun persönlich nicht mit dem Nationalsozialismus verbunden hätte.

### NATO
Raja ist ein Befürworter der norwegischen NATO-Mitgliedschaft und er kritisierte im Jahr 2019 die Sosialistisk Venstreparti (SV) dafür, dass sie sich zu dieser Zeit für einen NATO-Austritt aussprach. Im Januar 2024 gab Raja bekannt, dass er NATO-Generalsekretär Jens Stoltenberg für den Friedensnobelpreis nominiert habe. Er begründete die Nominierung damit, dass niemand außerhalb der Ukraine mehr für Frieden in der Ukraine gearbeitet habe.

### Islam
Im August 2024 schrieb er in einem Beitrag in der Aftenposten, dass er nicht mehr glaube, dass mehr Toleranz und Zeit die Antwort auf die Integration von Muslimen in Norwegen sei. In einer anschließenden Fernseh-Debatte erklärte er, dass die islamischen Werte im Kollisionskurs mit westlichen Werten stünde. Seine Position begründete Raja unter anderem damit, dass der Islam keine Homosexualität, Geschlechtsverkehr außerhalb der Ehe, Schwangerschaftsabbrüche und blasphemische Äußerungen erlaube. Schulen mit einem hohen Anteil an Schülern mit Migrationshintergrund bezeichnete er als Rezept für eine Gesellschaft, in der man sich gegenseitig nicht kenne. Seine Äußerungen wurden unter anderem von muslimischen Organisationen in Norwegen als islamfeindlich zurückgewiesen, da in seinen Beiträgen und der damit verbundenen Medienberichterstattung beispielsweise häufig „norwegisch“ und „muslimisch“ als Gegensätze verwendet werden.

## Auszeichnungen
- 2003: norwegisches Oxford-Stipendium
- 2008: „Man of the year“ von der African society
- 2010: Fritt-Ord-Preis
- 2021: Bokhandlerprisen für Min skyld. En historie om frigjøring

## Werke
- 2008: Talsmann
- 2010: Dialog: om vold undertrykkelse og ekstremisme
- 2021: Min skyld. En historie om frigjøring
- 2024: Vår ære og vår frykt – En personlig reise i det muslimske Europa